# Somaknázó fényesmoly
A somaknázó fényesmoly (Antispila treitschkeella) a valódi lepkék alrendjébe tartozó fényesszárnyú molyfélék (Heliozelidae) családjának egyik, hazánkban mindenfelé előforduló faja.

## Elterjedése, élőhelye
Közép- és Dél-Európában közönséges.

## Megjelenése
A lepke csillogó fekete alapszíne és fehér, egymás felé forduló agyarakra emlékeztető mintázata feltűnő és jellegzetes.

## Életmódja
Egy évben két nemzedéke nő fel. Hernyója ennek megfelelően évente kétszer aknáz a húsos som (Cornus mas) leveleiben: először június–júliusban, majd szeptember–októberben. Az ovális aknából a hernyó kifejlődése után kifordul kisebb folt, és kihullik belőle a hernyó.
A lepkék első generációja májusban rajzik, a második augusztusban. Fényes nappal repülnek.

## Külső hivatkozások
- Mészáros Zoltán – Szabóky Csaba: A magyarországi molylepkék gyakorlati albuma. Budapest: Agroinform. 2005.  arch Hozzáférés: 2018. április 6. (PDF)